# یوری اوساچوف
یوری اوساچوف (به انگلیسی: Yury Vladimirovich Usachov) فضانورد اهل کشور روسیه است که در ۹ اکتبر ۱۹۵۷ در دونتسک، روسیه زاده شد.
وی در مأموریت میر ئی‌او-۱۵، سایوز تی‌ام-۱۸، میر ئی‌او-۲۱، سایوز تی‌ام-۲۳، اس‌تی‌اس-۱۰۱، اکسپدییشن ۲، اس‌تی‌اس-۱۰۲، اس‌تی‌اس-۱۰۵ حضور داشته است.